# Comptonella lactea
Comptonella lactea är en vinruteväxtart som först beskrevs av Baker f., och fick sitt nu gällande namn av Thomas Gordon Hartley. Comptonella lactea ingår i släktet Comptonella och familjen vinruteväxter. Utöver nominatformen finns också underarten C. l. poissonii.